# Broadway Nights
Broadway Nights é um filme norte-americano de 1927, dos gêneros drama e romance, dirigido por Joseph C. Boyle — estrelado por Lois Wilson e Sam Hardy. O filme marcou a estreia de Barbara Stanwyck e Ann Sothern no cinema.
É considerado um filme perdido.

## Elenco
- Sam Hardy ... Johnny Fay
- Lois Wilson ... Fanny Franchette
- Louis John Bartels ... Baron
- June Collyer ... ela mesma
- Georgette Duval ... ele mesmo
- Philip Strange ... Bronson
- Henry Sherwood ... ele mesmo
- Sylvia Sidney ... ela mesma
- Francis "Bunny" Weldon ... produtor da boate
- De Sacia Mooers ... Texas Guinan
- Barbara Stanwyck
- Ann Sothern
- Lee Armstrong